# Alexij I.
Alexij I. (světským jménem: Sergej Vladimirovič Simanskij; 8. listopadu 1877, Moskva – 17. dubna 1970, Peredělkino) byl biskup Ruské pravoslavné církve a patriarcha moskevský a celé Rusi.

## Život

### Původ, vzdělání a vojenská služba
Pocházel se šlechtického rodu. Byl potomkem ruské dynastie Rurikovců, pravnuk 13 kolene velkoknížete Ivana III. a Sofie Palaiologovny. Byl prvním dítětem Vladimira Andrejeviče Simanského (1853-1929), který měl později další děti: Annu (1878), Andreje (1882), Filareta (1885) a Alexandra (1887). Vladimir Simanskij sloužil v kanceláři moskevského generálního guvernéra, poté v sirotčinci; v roce 1891 odešel do výslužby poté, co získal hodnost komorníka carského dvora a byl doživotně přidělen k Nejsvětějšímu synodu. Jeho matka Olga Alexandrovna (1857-1920) byla dcerou šlechtice, podnikatele, publicisty, vydavatele, filantropa a slavjanofila Alexandra Alexandroviče Porochovščikova a Varvary Priklonské, dcery guvernéra kostromské gubernie Alexandra Priklonského. Sestra budoucího patriarchy Anna (vdaná Pogoževa) se po Velké vlastenecké válce se stala mniškou monastýru Pokrova přesvaté Bohorodice v Kyjevě a přijala jméno Jevfrosinija.
Základní vzdělání získal doma. V letech 1888-1891 studoval na Lazarevském institutu orientálních jazyků, který se tehdy skládal z pětiletého gymnázia a speciálních tříd s tříletým obdobím studia arabštiny, perštiny, turečtiny, historie jazyků a kultur zemí Východu a Zakavkazska.
Roku 1891 byl přeložen do moskevskevského lycea careviče Nikolaje („Katkovské lyceum“), jehož ředitelem byl v té době monarchista Vladimir Andrejevič Gringmut. Vzdělávání v této instituci mělo významný dopad na světonázor mladého muže, sblížil se s moskevským monarchistickým hnutím a později v roce 1908 byl v Tule zvolen předsedou provinčního oddělení Svazu ruského lidu.
Po absolvování lycea v roce 1896 vstoupil na právnickou fakultu Moskevské státní univerzity. Vysokou školu dokončil s diplomem 1. stupně.
V letech 1899-1900 byl ve vojenské službě jako dobrovolník u 7. Samogitského granátnického pluku. Odešel v hodnosti praporčíka.
Roku 1900 vstoupil na studium Moskevské duchovní akademie. Významný vliv na něj měl rektor akademie biskup a později metropolita Arsenij (Stadnickij).

### Mnišství a kněžská služba
Dne 9. února 1902 byl v Getsemanské skitě Trojicko-sergijevské lávry postřižen biskupem Arsenijem na monacha. Dne 17. března téhož roku byl rukopoložen na jerodiákona a 21. prosince 1903 na jeromonacha.
Roku 1904 promoval na Moskevské duchovní akademii.
V letech 1904-1906 působil jako inspektor Pskovského duchovního semináře. Současně vyučoval Nový zákon. V tomto období byl vladyka Arsenij pskovským biskupem. Roku 1906 byl povýšen na archimandritu a stal se rektorem Tulského duchovního semináře.
Byl černosotněnec a předseda tulského oddělení Svazu ruského lidu.
Od 6. října 1911 byl rektorem Novgorodského duchovního semináře a představeným Antonijevského monastýru. Vladyka Arsenij se stal v té době arcibiskupem novgorodským a z jeho iniciativy byl uskutečněn jeho přesun do Novgorodu.

### Biskupská služba
Dne 28. března 1913 schválil car Mikuláš II. dekret Nejsvětějšího synodu o jmenování archimandrity Alexije za biskupa tichvinského a vikáře novgorodské eparchie. Slavnostně jmenován byl 27. dubna v chrámu Vjezdu do Jeruzaléma v Novgorodu a o den později byl v chrámu svaté Sofie v Novgorodu rukopoložen na biskupa. Světiteli byli patriarcha antiochijský Řehoř IV. (který byl zde na návštěvě), arcibiskup novgorodský Arsenij (Stadnickij) a další hierarchové.
Dne 27. května 1913 byl dekretem Nejsvětějšího synodu schválen jako předseda novgorodské eparchiální školní rady.
Po revoluci byl roku 1920 spolu s metropolitou Arsenijem zatčen novgorodskou Čekou, ale oba biskupové byli brzy propuštěni. V listopadu 1920 stanul před soudem kvůli obvinění z neoprávněného zkoumání ostatků svatých v předvečer jejich otevření úřady a byl odsouzen k podmíněnému trestu.
Dne 21. února 1921 byl patriarchou Tichonem na žádost petrohradského metropolity Veniamina (Kazanského) jmenován biskupem jamburským a vikářem petrohradské eparchie. Poté, co se přestěhoval do Petrohradu, žil v Domě kazaňského soboru a poté v Alexandro-Něvské lávře.
Navzdory přesvědčování bývalého penzenského biskupa Vladimira (Puťaty), který přijel do Petrohradu v dubnu 1921 a snažil se ho přesvědčit aby převzal penzenskou katedru, biskup Alexij odolal.
Dne 29. května 1922 po zatčení metropolity Veniamina (Kazanského) se ujal správy eparchie.
Odmítl se podrobit Vyšší církevní správě renovacionistů vedené metropolitou Antoninem (Granovským). Vzhledem k jeho ultimátu uznat jeho autoritu nebo opustit Petrohrad dne 24. června 1922 rezignoval na své povinnosti dočasného správce eparchie. O dva měsíce později spolu s dalším petrohradským vikářem biskupem petrodvoreckým Nikolajem (Jaruševičem) vyhlásil petrohradskou autokefalitu, která deklarovala loajalitu úřadům, ale nepřipojila se k žádnému z hnutí.
V říjnu 1922 byl zatčen na základě obvinění z kontrarevoluční činnosti a na konci roku byl odsouzen ke třem letům exilu ve městě Karkaraly (nyní v Karagandské oblasti). Zde měl možnost sloužit v městském chrámu a stále byl korespondenčně spojen s patriarchou Tichonem a metropolitou Sergijem (Stragorodským).
V březnu 1926 mu bylo dovoleno vrátit se do Leningradu, kde pokračoval v boji proti renovačnímu schizmatu. V září 1926 jej metropolita Sergij (Stragorodskij) jmenoval hlavou novgorodské eparchie s titulem arcibiskupa tichvinského, později chutynský. Metropolita a eparchiální biskup Arsenij byl v exilu ve Střední Asii a nemohl řídit eparchii. V té době žil v bytě svého otce na 1. ulici Děrevjenské bědnoty (dnes Ulica Kujbyševa) na Peteohradské straně.
Obvykle sloužil v troice-petrovském soboru, který byl roku 1933 zbořen.
Od roku 1927 až 1935 byl členem Prozatímního patriarchálního Svatého synodu. Podporoval politicko-církevní směr tzv. Sergianismus, pojmenovaný po metropolitovi a patriarchálnímu locum tenens Sergiju (Stragorodském).
Dne 19. května 1932 byl jmenován metropolitou starorusským a v srpnu 1933 metropolitou novgorodským.
Dne 5. října 1933, poté, co metropolita Serafim (Čičagov) odešel do důchodu, byl jmenován metropolitou leningradským. Dne 29. října dorazil do Leningradu a usadil se ve Voskresenském Novoděvičím monastýru. Roku 1937 byl odrůd vystěhován a žil ve zvonici vladimirovského soboru. Následně odešel do nikolského mořského soboru.
Během Velké vlastenecké války a obložení Leningradu zůstal ve městě a vykonával bohoslužby, molebeny, kázal a utěšoval věřící. Ve všední dny sloužil bohoslužby bez diakona. Neustále oslovoval své stádo vlasteneckými zprávami.
Dne 4. září 1943 se společně s metropolitou Sergijem (Stragorodským) a metropolitou Nikolajem (Jaruševičem) zúčastnil v moskevském Kremlu schůzky s Josifem Vissarionovičem Stalinem. Výsledkem jednání byl Stalinův příkaz k volbě patriarchy a povolení k otevření církevních vzdělávacích institucí. Stranickým kurátorem církevní politiky se stal Vjačeslav Michajlovič Molotov.
Dne 8. září 1943 se zúčastnil Rady biskupů, která zvolila metropolitu Sergija na patriarchální trůn. Byl stálým členem Svatého synodu. Dne 10. prosince 1943 ještě před osvobozením Novgorodu z okupace mu byl udělen titul metropolit, leningradského a novgorodského.

### Patriarchální locum tenens a patriarcha
Dne 15. května 1944 zemřel patriarcha Sergij. Podle jeho závěru sepsané již v říjnu 1941 se stal metropolita Alexij locum tenens patriarchálního trůnu.
Dne 2. února 1945 byl metropolita Místním soborem Ruské pravoslavné církve zvolen za patriarchu moskevského a celé Rusi.
Dne 10. dubna 1945 se uskutečnilo setkání patriarchy se Stalinem, kterého se z církevní strany zúčastnili také metropolita Nikolaj (Jaruševič) a protopresbyter Nikolaj Fjodorovič Kolčickij, správce záležitostí Moskevského patriarchátu. Vládu mimo Stalina zastupoval na této schůzce také V. M. Molotov.
Stalin nastínil hierarchům svou vizi přispění Moskevského patriarchátu k posílení mezinárodních pozic SSSR, zaměřil je na převzetí vedoucí role ve všeobecném pravoslaví, získání potřebných kontaktů a politickou neutralizaci protisovětské ruské emigrace. Jednali také o perspektivách rozšíření sítě teologických škol a vytvoření církevní nakladatelské a tiskařské základny.
Od 27. května 1945 do 26. června 1945 vykonal patriarcha Alexij se svolením Stalina, který mu poskytl „osobní ochranu v civilu“, první pouť v historii moskevských primátů do Svaté země, kde také navštívil východní patriarchy.
Od 20. května do 3. června 1946 uskutečnil oficiální návštěvu Bulharska.
Na jaře 1947 patriarcha požádal Radu pro záležitosti Ruské pravoslavné církve aby požádala vládu o navrácení některých vládou zabavených svatých ostatků. Vláda této žádosti částečně vyhověla a navrátila např. ostatky svatého Alexije metropolity kyjevského a celé Rusi.
Od 1. do 15. června 1947 uskutečnil oficiální návštěvu Rumunska.
V květnu 1948 navštívil Charkov, Poltavu, Kyjev a Černihiv.
V září 1956 podnikl cestu do Kišiněva, v září 1957 do Bulharska a ve dnech 11. října do 31. října téhož roku proběhla návštěva Jugoslávie.
Dne 17. května 1958 byli patriarcha a metropolita Nikolaj (Jaruševič) přijati předsedou Rady ministrů SSSR Nikitou Sergejevičem Chruščovem, proběhlý rozhovor během něhož patriarcha vznesl řadu žádostí, v něm vyvolal jistý optimismus. Již na podzim téhož roku však ve stranickém aparátu zvítězila linie k frontálnímu útoku na náboženství v SSSR.
Koncem roku 1958 byla zahájena tzv. Chruščovova protináboženská kampaň kdy byly chrámy zejména na Ukrajině, Bělorusku a Moldavsku zavírány po stovkách a mnohé byly zničeny. Bylo uzavřeno více než 40 monastýrů včetně Kyjevskopečerské lávry, bylo zlikvidováno pět z osmi seminářů, přestal být vydáván časopis ukrajinského exarchátu Pravoslavnij visnik (obnoveny roku 1968) a počet biskupů byl také snížen. Někteří z nejaktivnějších náboženských osobností byli vystaveni trestnímu stíhání, během velikonočních bohoslužeb byly organizovány provokace, řada duchovních veřejně rezignovala a zapojila se do státem financované ateistické propagandy. Patriarcha se nejprve snažil podle svých omezených schopností vzdorovat proticírkevnímu náporu. Při setkání s Karpovem 20. února 1959 patriarcha protestoval proti dani z výroby svíček a útokům v tisku proti církvi a duchovenstvu, na což Karpov odpověděl, že dekrety nebudou zrušeny a musí být plněny.
V průběhu roku 1959 patriarcha neúspěšně usiloval o schůzku s Chruščovem. V dopise Karpovovi ze dne 20. listopadu 1959 patriarcha nastínil seznam (11 bodů) problémů, které by rád nastolil v rozhovoru s Chruščovem. Dne 10. prosince téhož roku přijal patriarchu a další osoby Karpov, který po vyslechnutí obav patriarchátu uvedl zejména, že „byla a bude prováděna vědecko-ateistická propaganda a bude prováděna v ještě větším měřítku - takový je zákon vývoje naší společnosti.“ To bylo poslední setkání Karpova s patriarchou.
Počátkem června 1960 se znovu pokusil poslat Chruščovovi dopis, který 7. června odvezl do Kremlu zmocněnec archimandrita Pimen (Chmelevskij). Dne 15. června 1960 se uskutečnil rozhovor mezi Kurojedovem a patriarchou, na kterém byl patriarcha pokárán za „zcela neuspokojivě odvedenou“ vnější práci patriarchátu. Kurojedov požádal aby byl metropolita Nikolaj odvolán z funkce předsedy odboru pro vnější církevní vztahy Moskevského patriarchátu.
V listopadu až prosinci 1960 pondikk pouť do Blízkého a Středního Východu (Alexandrie, Káhira, Damašek, Libanon a Jeruzalém. Dne 25. listopadu 1960 se setkal s koptským patriarchou Cyrilem VI.
Dne 1. dubna 1961 na vrcholu protináboženské kampaně byl během celonočního bdění v soboru Zjevení Páně v Jelochově napaden. Jistý občan ozbrojený nožem napadl patriarchu, když stoupal po schodech k oltáři. Jistý občan ozbrojený nožem napadl patriarchu když stoupal po schodech k oltáři. Patriarcha si dokázal chránit hlavu biskupským žezlem ale byl zraněn na rameni. Po vyšetřování byl pachatel oficiálně uznán za nepříčetného.
Od 14. července do 21. července 1963 se v Moskvě a Trojicko-sergijevské lávře konaly oslavy k 50. výročí hierarchální služby patriarchy, na které přijeli představitelé pravoslavných i nepravoslavných církví světa a což podle věstníku moskevského patriarchátu vyústilo v ekumenické společenství celého křesťanského světa.
V září 1964 navštívil Atény, Ženevu a Londýn. Byl první hlavou ruské pravoslavné církve která pastoračně navštívila Velkou Británii. Byl pozván canterburským arcibiskupem Michaelem Ramsey.
V prvních 10-15 letech ve funkci patriarchy mu nejbližšími spolupracovníky metropolité Nikolaj (Jaruševič), Grigorij (Čukov) a také protopresbyter Nikolaj Fjodorovič Kolčickij. Metropolita Grigorij zemřel roku 1955, protopresbyter Nikolaj odešel roku 1969 kvůli nemoci do důchodu a metropolita Nikolaj byl propuštěn ze správy. V posledním desetiletí patriarchova života na něj a na každodenní chod církevní správy měl vliv jeho osobní tajemník Daniil Andrejevič Ostapov. Vnější církevní vztahy patriarchátu byly zcela v rukou předsedy archimandrity a pozdějšího metropolity Nikodima (Rotova).
Od 22. prosince 1964 vedl odbor záležitostí Moskevského patriarchátu metropolita Alexij (Rüdiger), pozdější patriarcha moskevský.
Dne 4. února 1970 se slavilo 25. výročí intronizace patriarchy Alexije. Poslední bohoslužbu (celonoční bdění) vykonal večer 14. února 1970 na svátek Uvedení Páně do chrámu.

### Smrt a pohřeb
Dne 17. dubna 1970 v předvečer Lazarovy soboty zemřel ve věku 92 let Peredělkinu na srdeční selhání. Před svou smrtí prodělal infarkt myokardu.
Od 18. dubna do 20. dubna byla rakev s tělem čerstvě zesnulého vystavena v sobotu Zjevení Páně v Jelochově. Po uzavření rakve a pochodu kolem soboru zamířil smuteční průvod do Trojicko-sergijevské lávry, kde se v soboru Zesnutí přesvaté Bohorodice 21. dubna po liturgii předem posvěcených darů konala pohřební služba.
Byl pohřben poblíž hrobu metropolity Makarije (Něvského), jím hluboce uctívaného v kryptě soboru Zesnutí přesvaté Bohorodice.

## Paměť
- Na počest patriarchovi návštěvy v soboru Pokrova přesvaté Bohorodice a chrámu svatého Jana Zlatoústého v Astrachani roku 1949 byla uvnitř těchto chrámu byla instalována pamětní deska.
- Krátce po smrti patriarchy se Svatý synod na svém zasedání 6. května 1970 rozhodl zvěčnit památku zesnulého patriarchy Alexije a rozhodl se zejména o vytvoření pamětního muzea a vydat 5. pamětních svazků děl patriarchy. Díla nebyla vydána.
- Církevní a archeologický kabinet Moskevské duchovní akademie nese jméno patriarchy, jehož mnohé exponáty jsou dary od samotného patriarchy.
- Dne 5. prosince 2007 byla u příležitosti 130. výročí narození patriarchy odhalena pamětní deska na domě číslo 46 v Mjasnické ulici, kde se narodil Sergej Simanskij. Ceremonie se zúčastnili patriarcha Alexij II. a moskevský starosta Jurij Lužkov.
- Je vyobrazen na obraze "Rusko odchází" od malíře Pavla Dmitrijeviče Korina.

## Ocenění

### Státní vyznamenání
- Ruské impérium Řád sv. Vladimíra 3. stupně (1915)
- Sovětský svaz čtyři Řády rudého praporu práce (16.8.1946, 8.11.1952, 8.11.1962, 6.11.1967)
- Sovětský svaz Medaile Za obranu Leningradu (1943)
- Sovětský svaz Medaile Za udatnou práci za Velké vlastenecké války 1941–1945 (1946)
- Bulharské carství Řád svatého Alexandra (27.5.1946)
- Libanon Národní řád cedru
- Sýrie Řád Umajjovců
- Etiopie Velkokříž Řádu svaté Trojice
- Rumunsko Velkokříž Řádu rumunské hvězdy (1947)
- Řecko Velkokříž Řádu Jiřího I.
- Jugoslávie Řád národního osvobození

### Církevní vyznamenání
- Řád svatého apoštola Marka (Pravoslavný patriarchát alexandrijský (8.3.1945)
- Řád svatého apoštolům rovného velkoknížete Vladimíra 1. stupně (15.7.1961)